# Дејзи (Џорџија)
Дејзи (Џорџија) (енгл. Daisy) град је у америчкој савезној држави Џорџија. По попису становништва из 2010. у њему је живело 129 становника.

## Демографија
Према попису становништва из 2010. у граду је живело 129 становника, што је 3 (2,4%) становника више него 2000. године.
| Група             | 2000.      | 2010.       |
| Белци             | 97 (77,0%) | 103 (79,8%) |
| Афроамериканци    | 29 (23,0%) | 22 (17,1%)  |
| Азијати           | 0 (0,0%)   | 0 (0,0%)    |
| Хиспаноамериканци | 0 (0,0%)   | 4 (3,1%)    |
| Укупно            | 126        | 129         |